# Proizvodna hala podjetja M-Kaiser
Hala se nahaja na Preradovičevi ulici 22, in sicer v  industrijski coni TVT-Maribor na Studencih v Mariboru. V tej industrijski hali, ki je bila zgrajena leta 1937, s številko 738 in velikostjo 770 m² in dvoriščem, velikim 436m², se bodo izdelovali različni nadstreški. Teren, na katerem hala stoji, je raven. Hala ima inštalacijo elektrike, vodovoda in ogrevanja, a ni adaptirana zaradi starosti. Prav tako še ni energetsko sanirana.
Spletna stran Podjetja: https://www.m-kaiser.si/